# Conus zonatus
Conus zonatus é uma espécie de gastrópode do gênero Conus, pertencente a família Conidae.